# Iliana Korosidou
Iliana Korosidou (griechisch Ηλιάνα Κοροσίδου, * 14. Januar 1995) ist eine griechische Leichtathletin, die sich auf den Hammerwurf spezialisiert hat.

## Sportliche Laufbahn
Erste Erfahrungen bei internationalen Meisterschaften sammelte Iliana Korosidou im Jahr 2011, als sie bei den Jugendweltmeisterschaften nahe Lille mit einer Weite von 48,47 m in der Qualifikationsrunde ausschied. Im Jahr darauf belegte sie bei den Juniorenweltmeisterschaften in Barcelona mit 63,32 m den fünften Platz und anschließend siegte sie bei den Balkan-Meisterschaften in Eskişehir mit einem Wurf auf 62,20 m. 2013 wurde sie bei den Junioreneuropameisterschaften in Rieti mit 60,49 m Siebte und im Jahr darauf gewann sie bei den Juniorenweltmeisterschaften in Eugene mit 63,67 m die Bronzemedaille. 2015 schied sie bei den U23-Europameisterschaften in Tallinn mit 63,13 m in der Vorrunde aus und belegte anschließend bei den Balkan-Meisterschaften in Pitești mit 63,51 m den siebten Platz. Im Jahr darauf siegte sie mit 64,96 m bei den U23-Mittelmeermeisterschaften in Tunis und anschließend wurde sie bei den Balkan-Meisterschaften in Pitești mit 66,68 m Vierte. 2017 klassierte sie sich bei den U23-Europameisterschaften in Bydgoszcz mit 64,58 m auf dem siebten Platz und 2021 gelangte sie bei den Balkan-Meisterschaften in Smederevo mit 62,44 m auf Rang sechs.
In den Jahren von 2015 bis 2017 sowie 2020 wurde Korosidou griechische Meisterin im Hammerwurf.